# ラウンダー・レコード
ラウンダー・レコード（Rounder Records）は、アメリカ合衆国マサチューセッツ州サマービルで設立された独立系レコード・レーベル。
1970年、当時、マサチューセッツ州メドフォードというボストン郊外にあるタフツ大学の学生だったケン・アーウィン、ビル・ナウリン、マリアン・レイトン・レヴィの3人によって設立された。現在は、傘下に専門レーベルを複数抱えるアメリカ最大級の独立系レコード・レーベルである。一時期はルーツ・ミュージックに特化した他の独立系レーベルの販社の大手としても機能していたが、1990年代になると、自らのレーベルに集中するために販社としての役割を縮小した。

## 歴史
当初は、ブルース、ブルースロック、ストリング・バンド、ブルーグラスといった音楽から始まり、現在はカントリー、フォーク、ソウル、R&B、ソカ、ザディコ、ケイジャン、ケルト音楽などにも幅を広げて3,000タイトル以上をリリースしている。
「ラウンダー」の名前は「放浪者」「旅行者」を意味する他、フォーク・グループのホリー・モダル・ラウンダーズを連想させるとの理由からナウリンが名付けたもの。また「円」をも意味するのでレコード会社としてはよい名前だと考えたという。
ラウンダーからのリリースで、最初に成功を収めたものには、ジョージ・サラグッド&ザ・デストロイヤーズがある。ラウンダーの最近のプロジェクトには、先進的な民族音楽学者だったアラン・ローマックスのレコーディング集がある。
ラウンダーのアーティストの中では、アリソン・クラウス (彼女はデビュー当初よりラウンダーに所属している)が、商業的に成功を収めた1990年代の後半に複数の大手レーベルとの契約を打診されたものの、ラウンダーに残ることを選択している。
また、ラウンダーは独立系レーベルとしてはいち早く1985年にコンパクト・ディスクのリリースを開始した。2004年には、書籍部門のラウンダー・ブックスを設立している。

## 主な所属アーティスト
現在と過去の主なアーティスト (五十音順)
- アーマ・トーマス
- アリソン・クラウス
- ヴィエナ・テン
- NRBQ
- エリス・ポール
- カウボーイ・ジャンキーズ
- ガール・オーソリティ
- クラレンス・"ゲイトマウス"・ブラウン
- グラント−リー・フィリップス
- ジェイムズ・ブッカー
- シェリル・ウィーラー
- ジュリアナ・ハットフィールド
- ジョージ・サラグッド&ザ・デストロイヤーズ
- ジョニー・アダムス
- ゼイ・マイト・ビー・ジャイアンツ (およびメンバーのジョン・リネル)
- デヴィッド・ライブマン
- ドク・ワトソン
- トニー・ライス
- ザ・トラジカリー・ヒップ
- ナンシー・グリフィス
- ノーマン・ブレイク
- バックウィート・ザディコ
- プリーチャー・ジャック
- ブルース・コバーン
- ブルース・タイム (マジック・ディック、J.ガイルズ)
- ベラ・フレック
- ボーディーンズ
- ボブ・ブロズマン
- ホームス・ブラザーズ
- マーサ・ウェインライト
- マーシャ・ボール
- マデリン・ペルー
- ライダーズ・イン・ザ・スカイ
- ラフィ
- リサ・ローブ
- ラウドン・ウェインライトIII

## ラウンダー傘下のレーベル
- ブルズアイ・ブルース (Bullseye Blues)
- ドルフィン・セーフ (Dolphin Safe)
- イージーディスク (Easydisc)
- フライング・フィッシュ (Flying Fish)
- グランド・イリュージョン (Grand Illusion)
- ハートビート・レコーズ (Heartbeat Records)
- ヘヴィー・ローテーション・レコーズ (Heavy Rotation Records )
- ヘンリー・ストリート (Henry Street)
- ハドソン・ミュージック (Hudson Music)
- マルサリス・ミュージック (Marsalis Music)
- ムーン・ジャンクション (Moon Junction)
- フィロ (Philo)
- シンメトリー (Symmetry)
- トランポリン (Trampoline)
- トゥルー・ノース (True North Records)
- アップスタート (Upstart)
- ヴァリック (Varrick)
- ヴェスタポール (Vestapol)
- ゾー・レコーズ (Zoë Records)